# Бондарь, Иван Иванович
Иван Иванович Бондарь (укр. Іван Іванович Бондар; род. 12 сентября 1980, Киев) — украинский футбольный арбитр.

## Биография
В 2002 году Иван Бондарь начал обслуживать матчи региональных соревнований. С 2003 года судил матчи ДЮФЛ и любительских соревнований. С 2008 года начал работать на матчах на профессиональном уровне — судить Вторую лигу. В Первой лиге начал работать в марте 2011 года. Премьерным для арбитра стал поединок 23-го тура между «Александрией» и винницкой «Нивой».
Отсудив в первой лиге менее 30 матчей, в начале 2013 года попал в список арбитров Премьер-лиги. Дебют в элите состоялся 16 марта в матче «Заря» — «Волынь» (3:1). В своей дебютной игре Иван Иванович показал 9 желтых карточек (4 — хозяевам и 5 гостям), за два «горчичника» удалил футболиста «Волыни» и назначил пенальти в ворота лучан.